# Guerre folle
Guerres franco-bretonne
Batailles
La Guerre folle est un conflit qui, de 1485 à 1488, oppose une coalition de grands seigneurs féodaux à Anne de France, fille de Louis XI, dite Anne de Beaujeu, régente du royaume de France au nom de son frère Charles VIII. Menée parallèlement à la guerre de Bretagne, elle se termine par le traité du Verger (août 1488) qui prépare l'union de la Bretagne à la France. 
La Guerre folle s’inscrit dans une longue succession de conflits qui opposent les rois de France aux princes féodaux dans la deuxième moitié du XVe siècle : Praguerie (1440), ligue du Bien public (1465), etc.
Parmi les rebelles, on compte les ducs René II de Lorraine, François II de Bretagne, Louis II d'Orléans, premier prince du sang (futur Louis XII), suivis par Jean IV de Chalon-Arlay, prince d'Orange, le comte Alain d'Albret, Charles d'Orléans-Angoulême, prince du sang, Odet d’Aydie, comte de Comminges et gouverneur de Guyenne, ainsi que Philippe de Commynes. 
Ils reçoivent le soutien de plusieurs monarques : Henri VII, roi d'Angleterre, Isabelle de Castille et Ferdinand d'Aragon, Maximilien d'Autriche, régent de l'État bourguignon.

## Nom
L’expression « guerre folle » est due à Paolo Emilio, auteur de l'Histoire des faicts, gestes et conquestes des roys de France (1581).

## Contexte

### Les grands féodaux du royaume
Le XVe siècle est marqué par l'accroissement du pouvoir royal issu de la guerre de Cent Ans, mais aussi par l'existence dans le royaume de pouvoirs féodaux importants : en plus de la puissante maison de Valois-Bourgogne (branche cadette des Valois), on trouve les maisons de 
- Bourbon (branche capétienne la plus proche des Valois), possessionnée dans le centre du royaume (Bourbonnais, etc.)
- Albret : la maison d'Albret détient plusieurs fiefs dans le pays d'Albret (Nérac), ainsi que le comté de Foix, le Béarn (Pau), et est aussi à la tête du royaume de Navarre (Pampelune), État totalement indépendant ;
- Bretagne : les ducs de Bretagne modernisent et renforcent leur État (la reconstruction du château de Nantes à partir de 1466 est d'ailleurs considérée comme une provocation par Louis XI).

Le domaine royal, plus important que chacun de ces États féodaux, est particulièrement étendu dans la moitié nord (Picardie, Normandie, Champagne, Anjou, Maine, Poitou, Berry), mais aussi présent au sud (Guyenne, réintégrée seulement depuis 1453, Languedoc). Cependant, une ligue de tous les féodaux contre le pouvoir royal constitue un risque.

### Louis XI et l'État bourguignon de Charles le Téméraire à Maximilien d'Autriche
L'État bourguignon est créé à partir de 1363 par les ducs de Bourgogne de la maison de Valois, issus de Philippe le Hardi, fils de Jean le Bon (ils sont donc cousins des rois de France). Les ducs de Bourgogne sont les plus puissants princes féodaux du royaume, même si un certain nombre de leurs possessions (Brabant, Hainaut, Hollande...) se trouvent dans l'Empire.
Chronologie :
- 1468 : traité de Péronne, humiliant Louis XI face à Charles le Téméraire ;
- 1477 : mort de Charles le Téméraire (janvier) ; début de la guerre de Succession de Bourgogne (janvier) ; mariage de Marie de Bourgogne avec Maximilien d'Autriche, de la maison de Habsbourg, fils de l'empereur Frédéric III (août) ;
- 1482 : mort de Marie de Bourgogne (mars) ; Maximilien devenu régent au nom de son fils, le duc Philippe le Beau, est contraint de signer le traité d'Arras sous la pression des villes flamandes (décembre).

## Déroulement

### La succession de Louis XI (août 1483-mai 1484)
À la mort de Louis XI, il est prévu que la régence revienne à sa fille Anne (1461-1522), mariée au sire de Beaujeu, Pierre II de Bourbon (1438-1503).
Cette attribution est contestée par Louis II d’Orléans, qui a un rang élevé dans la dynastie des Valois : si Charles VIII meurt sans laisser de fils, c'est à lui que revient le trône (il est l'héritier présomptif de Charles). De surcroît, il est marié depuis 1476 avec la deuxième fille de Louis XI, Jeanne (1464-1505). Mais il est mis en échec lors des  États généraux de 1484 à Tours (15 janvier-11 mars).
Le 30 mai, il tient une place conforme à son rang lors de la cérémonie du sacre du roi Charles VIII (1470-1498) à Reims. Mais il ne se résigne pas à son échec. 

### Complot de Louis d'Orléans avec le duc de Bretagne (novembre 1484-novembre 1485)
Le 23 novembre 1484, il conclut un accord avec le duc de Bretagne François II. Cet accord prévoit entre autres son mariage avec Anne de Bretagne. Louis II adresse donc au pape une demande d’annulation de son mariage avec Jeanne de France (pour lequel une dispense pontificale avait été nécessaire, vu leur degré de parenté).
Revenu à la cour, le duc d’Orléans tente d'enlever le roi, mais la régente, informée de ce projet, intervient en faisant irruption en force dans la chambre du roi[pas clair] : elle ordonne l'arrestation de quelques membres de la garde royale et place le duc d’Orléans en résidence surveillée à Gien[réf. nécessaire].
Le 17 janvier 1485, il tente de soulever Paris, mais c'est un échec. Il parvient à s’enfuir à Alençon. Des troupes royales placées autour d’Évreux l’empêchent de rejoindre la Bretagne, et il s’enferme à Orléans[pas clair]. Simultanément, la noblesse bretonne se soulève, mais est ramenée à l’ordre par les troupes royales. 
Le 30 août, Louis d’Orléans lance un manifeste contre la régente. L’armée royale marche sur Orléans. Louis se retire à Beaugency, d’où il est délogé par le jeune Louis II de La Trémoille en septembre[réf. nécessaire].
Le 9 août, François II de Bretagne signe la paix de Bourges (2 novembre 1485), en fait une trêve qui suspend les hostilités pour un an[réf. nécessaire]

### Reprise des hostilités

#### 1486
En juin 1486, Maximilien d'Autriche (qui n'est pas tenu par la trêve) envahit l'Artois et la Picardie, puis bat en retraite.
En novembre, dès la fin de la trêve, François Ier d'Orléans-Longueville (dit « Dunois ») s’empare du château de Parthenay

#### Début 1487 (janvier-avril)

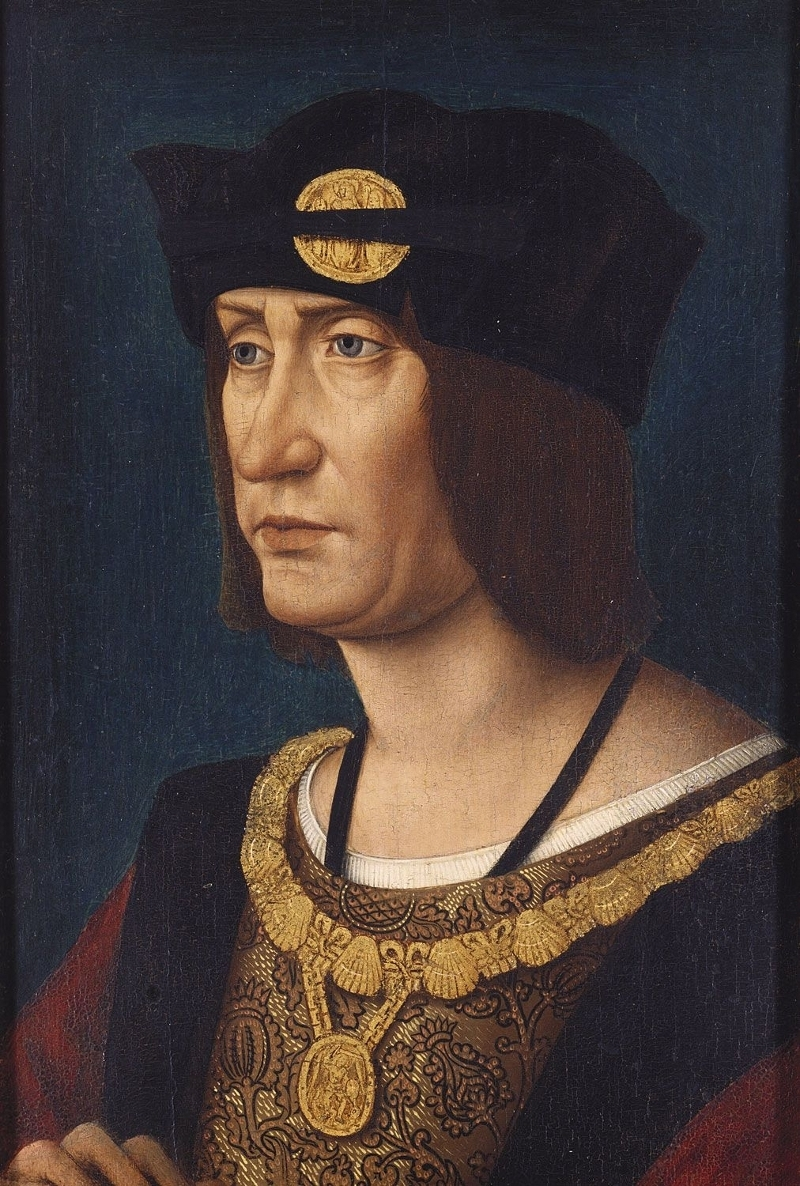
Le duc Louis II d'Orléans.

Le 11 janvier 1487, Louis d’Orléans s’évade du château de Blois. Poursuivi par les archers royaux[réf. nécessaire], il se réfugie en Bretagne. 
L’armée royale part de Tours au début de février pour se diriger d'abord vers le Sud-Ouest où le roi se méfie du gouverneur de Guyenne, Odet d’Aydie. Le 7 mars, l'armée est à Bordeaux, où le gouverneur est révoqué et remplacé par Pierre de Beaujeu, époux de la régente. L’armée repart de Bordeaux le 15 et s'empare de Parthenay le 30. Dunois parvient cependant à rejoindre Louis d’Orléans à Nantes. L’armée royale repart donc vers la Bretagne. 
Charles VIII bénéficie alors d'une intervention de la noblesse bretonne, sous la conduite de Françoise de Dinan, baronne de Châteaubriant. Par le traité de Châteaubriant, le roi s'engage à ne pas attaquer le duc et à quitter le duché dès que les deux rebelles (Dunois et Orléans) seront pris. 
Dans le nord du royaume, le maréchal Philippe de Crèvecœur d'Esquerdes repousse l'armée de Maximilien. 
Au sud, le sire de Candale est vainqueur d'Alain d'Albret à Nontron : celui-ci voulait rejoindre les rebelles du Nord, mais est forcé de livrer des otages. 
En Bretagne, les nobles rebelles au duc, dirigés par Jean II de Rohan, tiennent le nord du duché, et prennent Ploërmel[réf. nécessaire].

#### Entrée en Bretagne (1487)

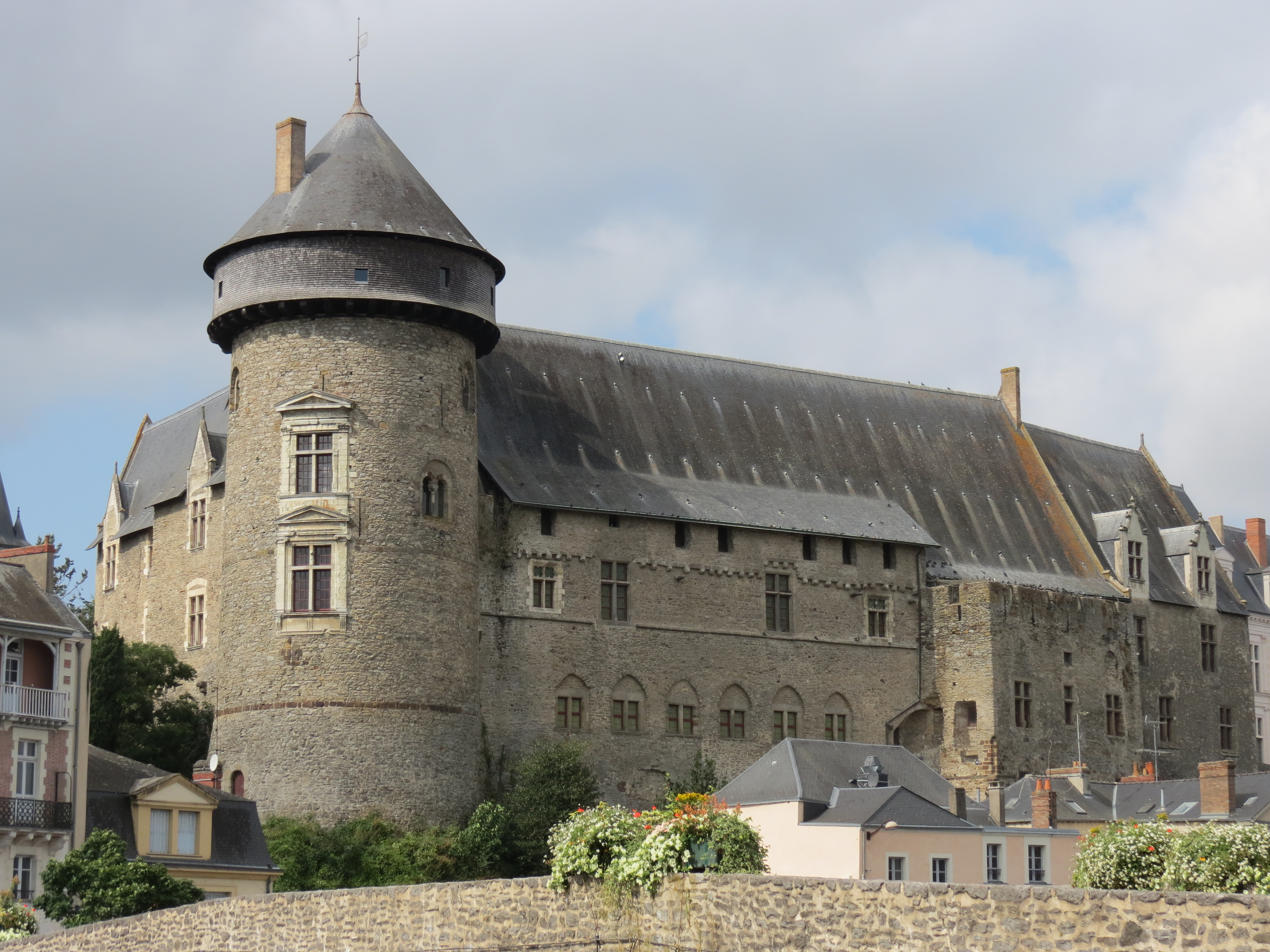
Le château de Laval et son donjon circulaire.

Après avoir été à Château-Gontier dès le mois d'avril 1487, le 4 mai 1487, Charles VIII arrive au château de Laval. Il vient s'établir sous la conduite d'Anne de Beaujeu, qui surveilla et dirigea de cette ville les opérations de la guerre entreprise contre le duc de Bretagne. La cour de France y fit un premier séjour de cinq semaines. Le roi et la régente s'étaient dirigés ensuite sur Ancenis. Les troupes qui venaient rejoindre l'armée royale étaient des soldats peu disciplinés, et s'établirent dans le faubourg du Pont-de-Mayenne de Laval,, et du droit du plus fort se firent héberger par les habitants.
À la fin du mois de mai 1487, les troupes françaises, près de 15 000 hommes, entrent en Bretagne. L'armée du duc de Bretagne est concentrée vers Malestroit. Elle compte 600 lances et près de 16 000 fantassins, dont beaucoup de paysans.
Cependant, l'avancée des troupes françaises est fulgurante : Ancenis, Châteaubriant, La Guerche et Redon se rendent. Plöermel tente de résister, mais tombe après 3 jours de canonnade et est prise le 1er juin. Par ces mauvaises nouvelles, et des divergences politiques entre les nobles bretons, l'armée ducale se démembre. Il ne reste plus que 4 000 hommes, incapables de secourir Plöermel. François II s'enfuit à Vannes, et s'en échappe pour rejoindre Nantes, avant que Vannes ne soit également prise.
À Nantes, la défense s'organise alors que le 19 juin, les troupes françaises mettent le siège sur la ville. Celui-ci s'éternise devant l'efficace défense bretonne, et la fidélité des habitants, aidés de mercenaires étrangers, recevant l'appui décisif de Cornouaillais et de Léonards qui débarquent et brisent l’encerclement. Les troupes françaises tenues en échec lèvent le siège le 6 août.

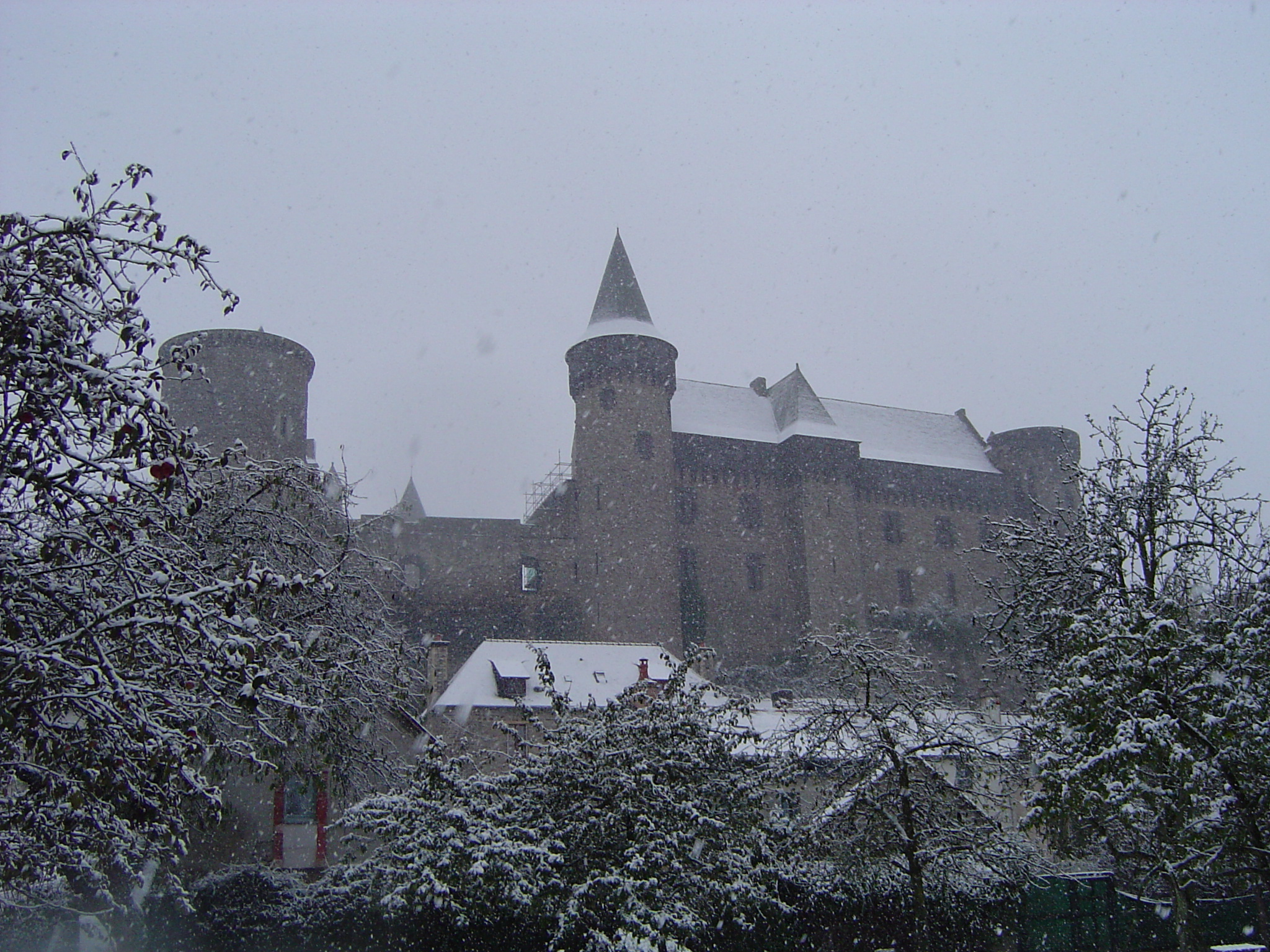
Le château de Vitré sous la neige.

Guy XV de Laval ne rejoint son château de Laval qu'en août, accompagné de son frère Pierre et de plusieurs autres chevaliers. Il a fourni de façon assez discrète du soutien au roi de France, tout en ne se coupant pas de ses liens bretons. Ainsi, il ouvre, selon Bertrand d'Argentré, sans combat, le 1er septembre 1487, les portes de son château de Vitré et Vitré, aux troupes royales. Quelques jours après, le jeune roi désira revenir au château de Laval.
L'armée française prend Saint-Aubin-du-Cormier le 10 septembre, puis Dol-de-Bretagne. La campagne étant terminée, Anne de Beaujeu ramena le jeune roi à Paris, en passant par la Normandie.
Au début de l'année 1488, la plupart des places bretonnes ont cependant été reprises par l'armée ducale. Seules Clisson, La Guerche, Dol, Saint-Aubin-du-Cormier et Vitré restent aux mains des Français.

#### Campagne de 1488
Le 20 janvier 1488, les ducs d’Orléans et de Bretagne sont déclarés rebelles par le Parlement de Paris : eux et leurs complices ne sont plus considérés comme des vassaux rebelles, mais comme des sujets coupables de lèse-majesté. Au printemps, le duc d’Orléans reprend pour son allié Vannes, Auray et Ploërmel. Le vicomte de Rohan est forcé de capituler[réf. nécessaire].
Au commencement de 1488, une partie des troupes convoquées sous les ordres de Louis II de La Trémoille se concentre dans ses murs de Château-Gontier.
Le 24 avril suivant, un arrêt de confiscation est rendu contre tous les biens de Louis d’Orléans. Alain d’Albret obtient un subside de la cour d’Espagne, et rejoint la Bretagne avec 5 000 hommes. Maximilien d’Autriche a lui aussi envoyé 1 500 hommes. Pendant que La Trémoille rassemble ses forces sur les limites du duché, Édouard Woodville et 700 archers anglais débarquent[Où ?]. Mais alors que le Roi des Romains est occupé par une rébellion en Flandres, soutenue par le maréchal d’Esquerdes, les soutiens du duc de Bretagne se disputent la main d’Anne de Bretagne : Louis d’Orléans, Alain d’Albret et Maximilien d’Autriche étant tous candidats[réf. nécessaire].

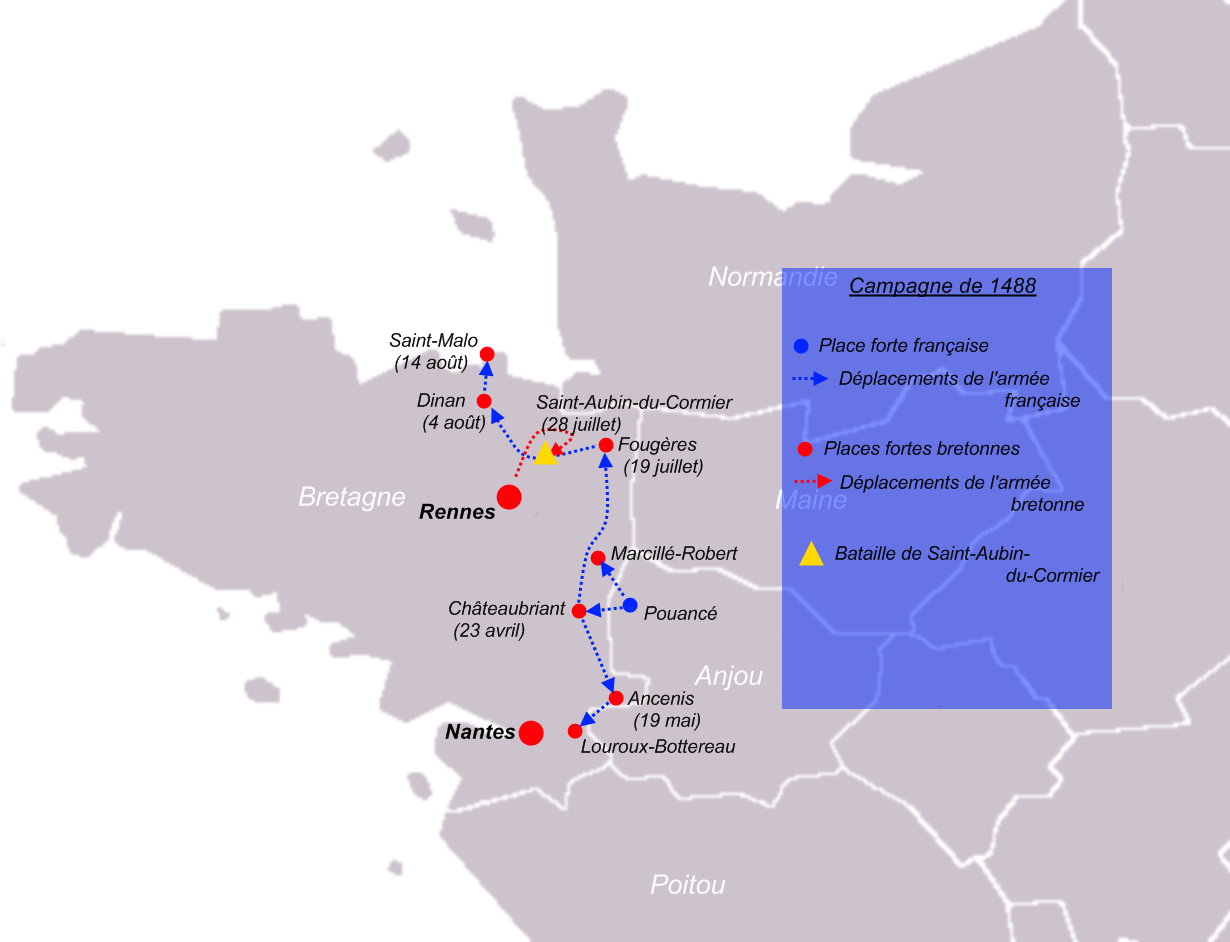
Carte de la campagne de 1488.

La guerre reprend fin mars 1488. Rassemblés à Pouancé, La Trémoille et l'armée royale, forte de 15 000 hommes, prennent facilement Marcillé-Robert le 28 mars. Le 7 avril, François II ordonne le rassemblement des troupes bretonnes à Rennes. Le 15 avril, l'armée royale met le siège à Châteaubriant, qui tombe 8 jours plus tard. La Trémoille se dirige ensuite vers Ancenis où il met le siège dans la nuit du 12 au 13. La ville tombe le 19 mai face à l'artillerie française. Alors que les négociations commencent avec le duc de Bretagne qui cherche à obtenir une trêve, La Trémoille se porte au Loroux-Bottereau, qui tombe facilement.
Le 1er juin, une trêve est conclue le temps des pourparlers. Celle-ci se retrouve profitable aux Français, dont les troupes restent mobilisées le long de la frontière, tandis que les nobles et paysans bretons rentrent chez eux. Château-Gontier devient au mois de juin l'un des magasins de l'armée de La Trémoille.
La Trémoille anticipe la fin de la trêve, et dès le 17 juin, il met son armée en marche vers son prochain objectif, Fougères. La rupture des pourparlers le 9 juillet précipite la défaite : alors que l'armée bretonne doit se reformer, l'ost royal met le siège à Fougères aux environs du 12. La ville passe pour être une des mieux défendues, gardée par 2 à 3 000 hommes. Vers la mi-juillet, l'armée bretonne est enfin rassemblée, mais il est trop tard pour venir en aide à Fougères, qui doit capituler le 19 juillet, après une semaine de siège, sous les coups de la puissante artillerie française.
L'armée française se dirige ensuite vers Dinan, tandis que l'armée bretonne du maréchal de Rieux, qui s'était mise en marche dans l'espoir d'aider Fougères, hésite à livrer une bataille rangée. C'est finalement le cas le 28 juillet, à Saint-Aubin-du-Cormier. La bataille qui s'ensuit sonne le glas des troupes bretonnes et de leurs alliés : cinq à six mille Bretons perdent la vie, contre 1 500 Français,. À la suite de cette défaite, Dinan capitule début août, mais Rennes décide de résister. La Trémoille, voulant éviter un siège aussi long et incertain que le dernier siège de Nantes, préféra contourner Rennes, et se porter à Saint-Malo qui préféra capituler le 14 août[réf. nécessaire].
Le 20 août, la paix est conclue en Anjou. Le traité du Verger fait s'engager la Bretagne sur plusieurs points, notamment la promesse du duc de ne pas marier ses filles sans le consentement du roi de France.
Le duc de Bretagne François II meurt le 9 septembre et Anne de Bretagne devient duchesse en janvier de l’année suivante. Une amnistie est alors accordée à Lescun, Dunois, et la plupart des vaincus. Louis d’Orléans est enfermé en forteresse puis gracié par Charles VIII à sa majorité, trois ans plus tard[réf. nécessaire].

### Sources primaires
- Citations de Guillaume Le Doyen, (° ~ 1460 Laval - † ~ 1540 Laval), notaire, chroniqueur, poète mayennais du XVe siècle :

1. ↑  (1487) Et moult le peuple de Laval
En fust oppressé mont et val.
Et messieurs de dedans la ville
Chacun en fust moult fort abille,
Car si toust que venir voyoient
Gens d'armes, les portes fermoient.
Par ce point ceulx du Pont de Maïene
En avoient la charge et la paine
De les fournir et jour et nuyt,
Qui n'estoit pas faict sans grand bruyt
Par eux n'estoit faict quelque mal
Mais prisoient tous ceulx de Laval.
A chacun jour vivres habondoient
Plus que despendre n'en pouvoient.
Et si grand peuple se trouvoit
Que le nombre nul ne savoit.
2. ↑  Guillaume Le Doyen se plaint amèrement de la conduite des gens du dedans de la ville ; c'est ainsi qu'il nomme ceux qui habitaient l'enceinte fortifiée, qui, du plus loin qu'ils voyaient paraître dans la campagne une troupe d'hommes armés, sans s'informer de la bannière sous laquelle ils marchaient, qu'ils fussent amis ou ennemis, s'empressaient de fermer leurs portes. De cette façon, la charge de les loger et de les nourrir retombait entièrement sur les habitants des faubourgs :
Le seiziesme jour
De juillet fut faict maulvais tour
Pour le peuple de Pont de Maïene;
Car il leur en cousta de leur layne,
Pour cappitaine Bonestoc.
Ses gens n'avoient vaillant leur froc;
Mais estoient gens désraisonnez
Et qui point n'estoient à louer;
Car ilz firent ung gros dommaige
Es forsbourgs et sur le villaige.
L'on ne savoit quelz gens s'estoient
Cauchays, Picquars ilz se disoient;
Mais toutesfois pas ung denier
Ne potassent pour leur menger
Ny de boires et aultres vivres,
Sinon qu'ilz trenchoient de gens yvres.
Estime valoir le dommaige
Qu'il/ firent en leur villain passaige
Plus de deux cens cinquante francs,
Qu'au deable je les recommans !

### Sources secondaires
1. ↑  Père de François Ier.
2. ↑  Didier Le Fur, Anne de Bretagne, Paris, Guénégaud, 2000.
3. ↑  Sous le règne de Charles le Téméraire, les possessions des ducs de Bourgogne sont outre le duché proprement dit (Dijon) : le Charolais, le comté de Bourgogne (fief impérial ; Dole), une douzaine de fiefs des Pays-Bas (français ou impériaux)
4. ↑  Ici prend fin, selon certains historiens[Qui ?], la première phase de la Guerre folle, qui lui rattachent une seconde phase, de juin 1486 à novembre 1488, parfois appelée guerre de Bretagne. D’autres courants historiographiques, principalement bretons[Qui ?], séparent cette seconde phase de la première, pour l'associer à la guerre de Bretagne qui aboutira à la fin de l'indépendance politique du duché de Bretagne en 1532[réf. nécessaire].
5. ↑  Le comté de Flandre (bien que fief français) est toujours détenu par Philippe le Beau.
6. ↑  Fils du compagnon de Jeanne d'Arc, Jean de Dunois.
7. ↑  D'après René Cintré, Les marches de Bretagne au Moyen Âge, Presses Universitaires de Rennes, 1992, 242 p., p. 146.
8. ↑  D'après Dominique Le Page et Michel Nassiet, L'union de la Bretagne à la France, Morlaix, Skol Vreizh, 2003, 198 p. (ISBN 2-911447840), p. 76.
9. ↑  D’après Philippe Contamine (dir.), Histoire militaire de la France, vol. 1 : Des origines à 1715, Paris, Presses universitaires de France, 1992 (ISBN 2-13-043872-5), p. 214.
10. ↑  Le Page et Nassiet 2003, p. 77.
11. 1 2  Contamine 1992, p. 214.
12. ↑  Histoire de Bretagne, f. 764r. Argentré place ce fait par erreur en 1488, après la bataille de Saint-Aubin du Cormier.
13. ↑  Cintré 1992, p. 147.
14. ↑  Cintré 1992, p. 148.
15. ↑  Cintré 1992, p. 150-151.
16. ↑  Le Page et Nassiet 2003, p. 90.
17. ↑  Cintré 1992, p. 153.
18. ↑  Le Page et Nassiet 2003, p. 91.
19. ↑  Cintré 1992, p. 157.